# ダム (写真集)
『ダム』は、2007年にメディアファクトリーから発行された萩原雅紀の写真集。日本国内のダム36基を収録し紹介している。
本書の発刊に際し、出版社は「史上初のダム写真集」として宣伝。発売日の2007年2月16日には新宿ロフトプラスワンでイベントを開催し、100名以上の聴衆を集めた。ダムマニアとしても知られるタレント・石原良純も、日本テレビ系バラエティ番組「中井正広のブラックバラエティ」で本書を紹介している。

## 収録ダム一覧
本書に収録されたダムを掲載順に一覧で示す。東日本から北日本にかけてのダムが中心である。
1. 宮ヶ瀬ダム（神奈川県、中津川）
2. 奈良俣ダム（群馬県、楢俣川）
3. 矢木沢ダム（群馬県、利根川）
4. 藤原ダム（群馬県、利根川）
5. 黒部ダム（富山県、黒部川）- 本書表紙。
6. 南相木ダム（長野県、南相木川）
7. 深城ダム（山梨県、葛野川）
8. 二瀬ダム（埼玉県、荒川）
9. 宮川ダム（福島県、宮川）
10. 日中ダム（福島県、押切川）
11. 佐久間ダム（静岡県-愛知県、天竜川）
12. 笹流ダム（北海道、笹流川）
13. 湯田ダム（岩手県、和賀川）
14. 長島ダム（静岡県、大井川）
15. 高瀬ダム（長野県、高瀬川）
16. 新郷ダム（福島県、阿賀野川）
17. 二風谷ダム（北海道、沙流川）
18. 川治ダム（栃木県、鬼怒川）
19. 畑薙第一ダム（静岡県、大井川）
20. 三国川ダム（新潟県、三国川）
21. 下久保ダム（群馬県-埼玉県、神流川）- 管理所の撮影協力により放流バルブ・監査廊も掲載。
22. 草木ダム（群馬県、渡良瀬川）
23. 石淵ダム（岩手県、胆沢川）
24. 奈川渡ダム（長野県、梓川）
25. 滝沢ダム（埼玉県、中津川）- 撮影時点では建設中。
26. 小渋ダム（長野県、小渋川）
27. 只見ダム（福島県、只見川）
28. 田子倉ダム（福島県、只見川）
29. 摺上川ダム（福島県、摺上川）
30. 大倉ダム（宮城県、大倉川）
31. 浦山ダム（埼玉県、浦山川）
32. 川俣ダム（栃木県、鬼怒川）
33. 井川ダム（静岡県、大井川）
34. 藪神ダム（新潟県、破間川）
35. 鳴子ダム（宮城県、江合川）
36. 糠平ダム（北海道、音更川）

番外
- 深山ダム（栃木県、那珂川）- 表面遮水壁型ロックフィルダムの説明用に掲載。
- 深田ダム（福島県、多田野川）- アースダムの説明用に掲載。
- 竜門ダム（熊本県、迫間川）- 複合ダムの説明用に掲載。
- 湯田貯砂ダム（岩手県、和賀川）- 湯田ダムと同時掲載。
- 白水堰堤（大分県、大野川）

## 書籍データ
- 発行日 - 2007年2月20日
- 判型 - 170mm×190mm
- ISBN 978-4-8401-1804-0

## ダム2
第2巻「ダム2」（ダムダム）を2008年に発売。西日本を中心に47基のダムを収録。

### 書籍データ
- 発行日 - 2008年1月16日
- 判型 - 170mm×190mm
- ISBN 978-4-8401-2126-2